# 五段櫂船
五段櫂船（ごだんかいせん、ラテン語: quinqueremis; ギリシア語: πεντήρης, pentērēs）は、古代のガレー船の一種で、カルタゴ海軍とローマ海軍で広く使われた。実際に櫂が五段になっている訳ではなく、3本の櫂を5人（上段2人、中段2人、下段1人）で漕ぐ形になる。

## 概要

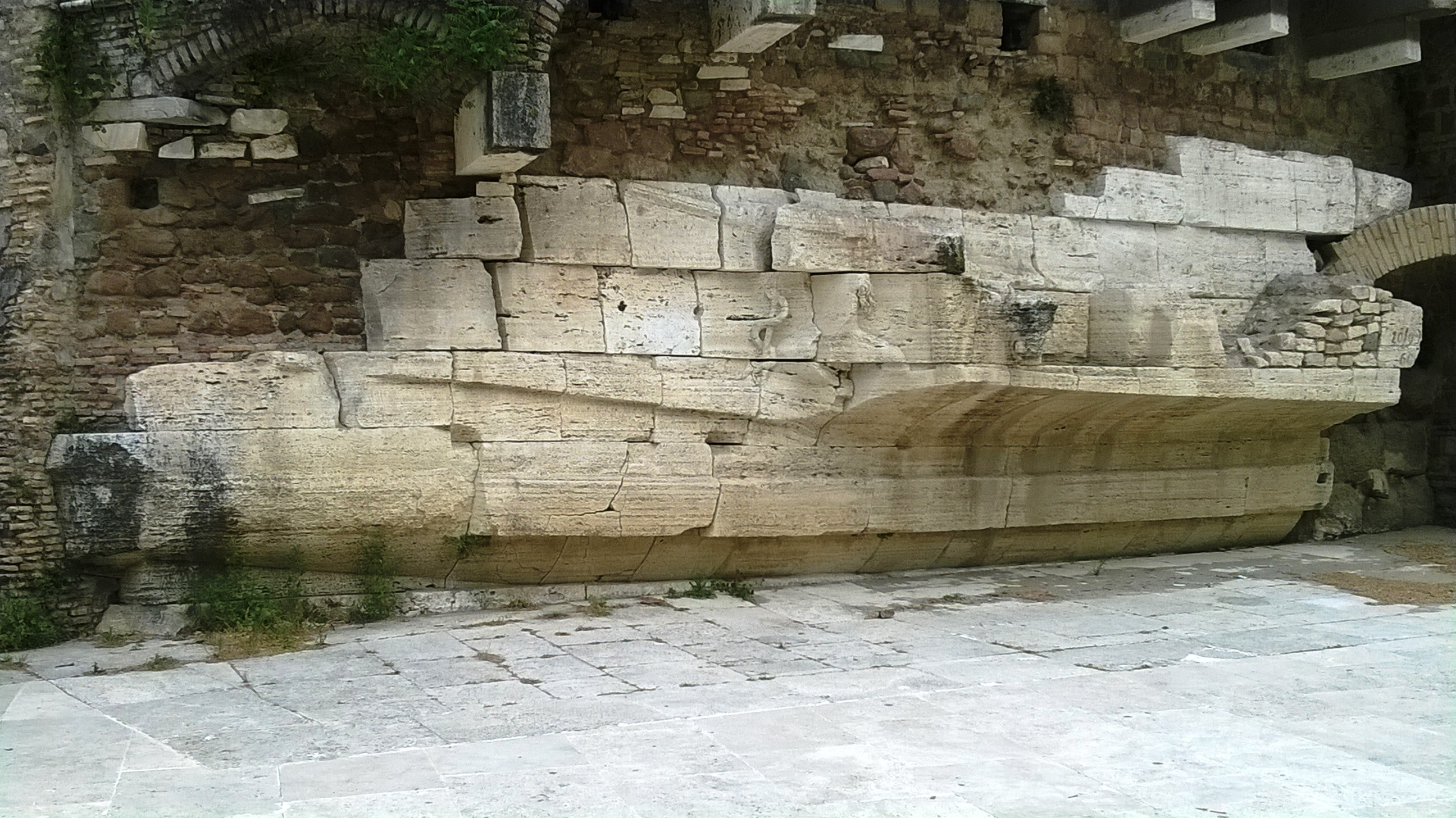
ローマのティベリーナ島にある五段櫂船を模した壁

五段櫂船はシュラクサイの僭主ディオニュシオス1世（希: Διονύσιος ο Πρεσβύτερος、紀元前432年ころ - 紀元前367年）によって、カルタゴに対抗する海軍増強計画の一環として紀元前399年に開発された。紀元前4世紀を通じて、五段櫂船は最も重い軍船であり、三段櫂船や四段櫂船で構成される艦隊の旗艦として使用されることも多かった。紀元前351年にはシドンが、紀元前324年にはアテナイが何隻か保有したことが記録されている。
紀元前4世紀の最後の20年間には、東地中海においてはより大型の「多段櫂船」に取って代わられたが、西地中海においてはカルタゴ海軍の主力軍船として使用が続けられた。それまで大規模な海軍を持っていなかった共和政ローマは、第一次ポエニ戦争にあたって100隻の五段櫂船と20隻の三段櫂船を建造している。ポリュビウスによると、座礁したカルタゴの五段櫂船を鹵獲し、それを元に自身の五段櫂船を設計したとされるが、ローマのものはカルタゴのものより重かったとされている。戦争を通じて、三段櫂船や四段櫂船も使われてはいるが、五段櫂船は両軍の主力軍船として利用された。ポリュビウスの記述では単に「軍船」と記される場合は五段櫂船を意味する。
ポリュビウスによると、エクノモス岬の海戦に参加したローマ海軍の五段櫂船の乗員数は合計420名であり、内300名が漕ぎ手で残りが乗員および戦闘員であった。漕ぎ手と櫂の組み合わせを2人・2人・1人とすると、片側の櫂の数は30組・90本となる。甲板上には戦闘員を70-120名程度乗せることができた。五段櫂船の全長は45メートル程度、排水量は100トン程度、水線幅は5メートル程度で、甲板は水面から3メートル程度の高さにあった。ポリュビウスは五段櫂船が小規模な海軍で引き続き使用されていた旧式の三段櫂船より優れていたと述べている。リウィウスとディオドロスも、特に荒天では三段櫂船より五段櫂船が優れていると、その著書で述べている。
なお、ローマ海軍の場合は無産市民（プロレタリ）が漕ぎ手となった（有産市民は自費で装備を整えて軍団兵となる）。

## 参考資料
- William Murray (2012) "The Age of Titans, the Rise and Fall of the Great Hellenistic Navies", Oxford University Press, ISBN 978-0-19-538864-0.
- John Morrison (2004). "The Age of the Galley: Mediterranean Oared Vessels Since Pre-Classical Times", Conway Maritime Press, ISBN 978-0851779553
- Coates, John F. (2004). “The Naval Architecture and Oar Systems of Ancient Galleys”. In Gardiner, Robert. Age of the Galley: Mediterranean Oared Vessels since pre-Classical Times. Conway Maritime Press. pp. 127–141. ISBN 978-0-85177-955-3
- Lionel Casson (1995). Ships and Seamanship in the Ancient World. Johns Hopkins University Press. ISBN 0801851300.
- Goldsworthy, Adrian (2000). The Fall of Carthage: The Punic Wars 265–146 BC. Cassell. ISBN 0-304-36642-0
- de Souza, Philip (2008). “Naval Forces”. In Sabin, Philip; van Wees, Hans; Whitby, Michael. The Cambridge History of Greek and Roman Warfare, Volume 1: Greece, the Hellenistic world and the rise of Rome. Cambridge University Press. pp. 357–367. ISBN 978-0-521-85779-6
- Polybius History
- テレンス・ワイズ著『カルタゴ戦争―265BC‐146BCポエニ戦争の軍隊』 (オスプレイ・メンアットアームズ・シリーズ) 新紀元社 (2000年)、ISBN 978-4883178209